# Tiger 131

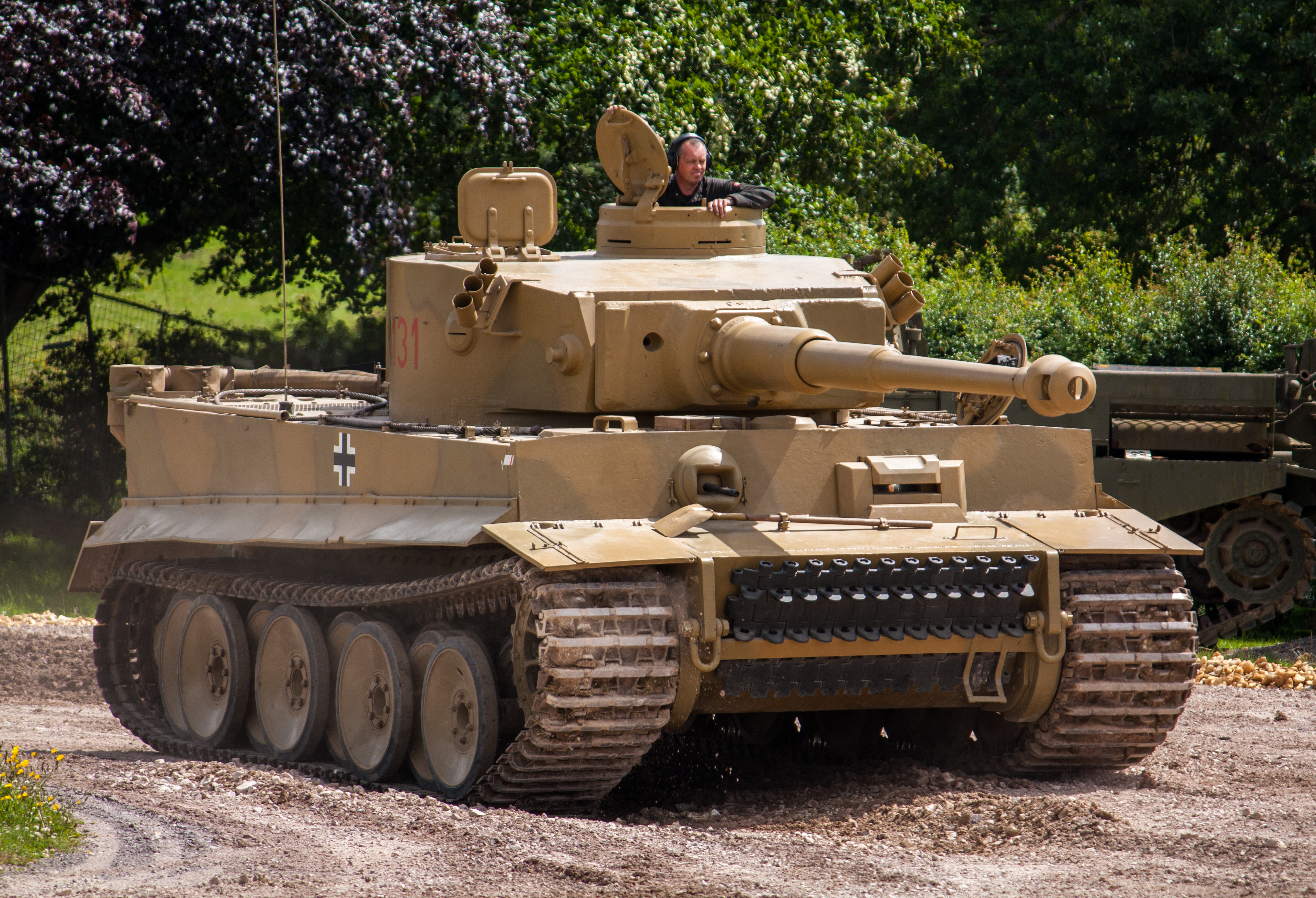
Tiger 131 au Tankfest 2012.

Le Tiger 131 est un char lourd allemand Panzerkampfwagen VI Tiger capturé en Tunisie par le 48th Royal Tank Regiment (en) lors de la Seconde Guerre mondiale. Conservé au musée des Blindés de Bovington, il était le seul char Tigre I fonctionnel existant avant 2024 (celui du musée des blindés de Saumur sera bientôt restauré).

## Histoire

### Capture
Le véhicule est assemblé en février 1943 à l’usine Henschel de Kassel, qui lui attribue le numéro de châssis 250122. Il doit être attribué au schwere Panzer Abteilung 504, qu’il est à ce moment-là prévu d’envoyer en Russie ; le char ne reçoit donc pas en usine les modifications nécessaires pour une utilisation dans le désert, comme les filtres à air améliorés. Les plans ayant changé peu de temps après, le véhicule est acheminé entre la fin du mois de février et le début du mois de mars en Sicile, d’où il est expédié à Tunis. Arrivé à destination, il reçoit le numéro 131, c’est-à-dire qu’il est le premier char du troisième peloton de la première compagnie. Le 17 mars la compagnie se déplace vers Sfax et Meknassy, mais en l’absence de véhicule de transport, les chars doivent effectuer le trajet de 400 km par leurs propres moyens.
Le 19 avril 1943, le Tigre 131 participe à l’opération Fliederblute, mais est mis hors de combat lors d’une rencontre avec des Churchill du 48th RTR. Au cours de l’affrontement, le char est touché à plusieurs reprises : un obus touchant l’avant de la caisse disjoint les plaques de blindage et détruit la radio, tandis qu’un autre bloque la tourelle. L’équipage semble avoir alors paniqué et abandonné le char sans le détruire, comme l’exige pourtant la procédure de la Wehrmacht. Le lendemain, les Allemands bombardent abondamment la position, peut-être pour essayer de détruire le char qui n’est cependant que légèrement endommagé.

### Objet d’expérimentations
Le char est récupéré par les Britanniques le 7 mai 1943 et, après quelques réparations, il est expédié à Tunis le 24 mai où il est présenté à George VI, Winston Churchill et Anthony Eden. De là, il est envoyé en Grande-Bretagne en transitant par La Goulette, Bizerte et Annaba, avant d’arriver finalement à Glasgow le 8 octobre 1943. Le Tigre est ensuite exposé pendant le mois de novembre sur la Horse Guards Parade à Londres, avant de rejoindre enfin le Department of Tank Design dans le Surrey pour y être étudié. Il fait alors l’objet d’essais de sa mobilité et de son armement, puis sert à réaliser des photographies et des films pédagogiques à destination des soldats alliés pour leur permettre d’identifier plus facilement le véhicule et savoir comment le combattre.
Il aboutit finalement au Military College of Science de Chertsey où il est démonté pour évaluer les composants individuellement. Cette opération prenant du temps, les équipes sont progressivement envoyées sur d’autres tâches plus importantes et le rapport final n’est pas terminé pendant la guerre.

### Objet de musée
Le 25 septembre 1951, le Tigre est cédé au Bovington Tank Museum où il reçoit le numéro d’inventaire 2351 (changé ultérieurement en E1951.23). À la fin des années 1980, le véhicule reste dans un état incomplet, des parties étant manquantes et d’autres ayant fait l’objet de modifications intempestives, comme des marchepieds pour faciliter l’accès ou une peinture fantaisiste. La décision est alors prise de restaurer le char dans un état le plus proche de celui de sa capture et surtout de le remettre en état de marche. Après une phase de recherche sur l’histoire du véhicule, le musée tente de le restaurer en interne, mais ce projet échoue au bout de quelques années en raison de la complexité technique de l’opération et du manque de moyens.
Le musée a alors recours à l’Heritage Lottery Fund (en) pour financer une restauration par un prestataire. La demande est acceptée et le musée reçoit un financement de 84 000 £ sur un coût total estimé à 184 000 £. Le prestataire retenu est l’Army Base Repair Organisation (en) (ABRO), entreprise chargé de l’entretien des chars de la British Army, qui, bien que n’ayant aucune expérience avec les véhicules anciens, est le seul envisageable en raison de l’absence de restaurateurs spécialisés dans ce domaine et de la nécessité d’obtenir l’agrément de l’Heritage Lottery Fund. En raison de difficultés liées à la motorisation, le projet prend plus de temps que prévu et s’achève en 2004 avec une présentation au public lors du festival Tankfest.
Bien que le Tigre soit alors en état de marche, le moteur continue de subir les mêmes problèmes de surchauffe et de pression d’huile qu’il avait connu lors des essais. De nouveaux acteurs disposant d’expérience dans la remise en état de véhicules anciens étant apparus dans l’intervalle, il est décidé de renvoyer le moteur en restauration. Celui-ci est alors confié à la SdKfz Military Vehicle Foundation, une association ayant déjà considérablement travaillé sur le moteur Maybach HL230 pour la restauration de ses propres véhicules, qui le reconstruit entièrement, ce qui permet de régler la majeure partie des problèmes. Le véhicule en état de marche est alors présenté une nouvelle fois au public lors du Tankfest 2006.

## Conservation

### État initial

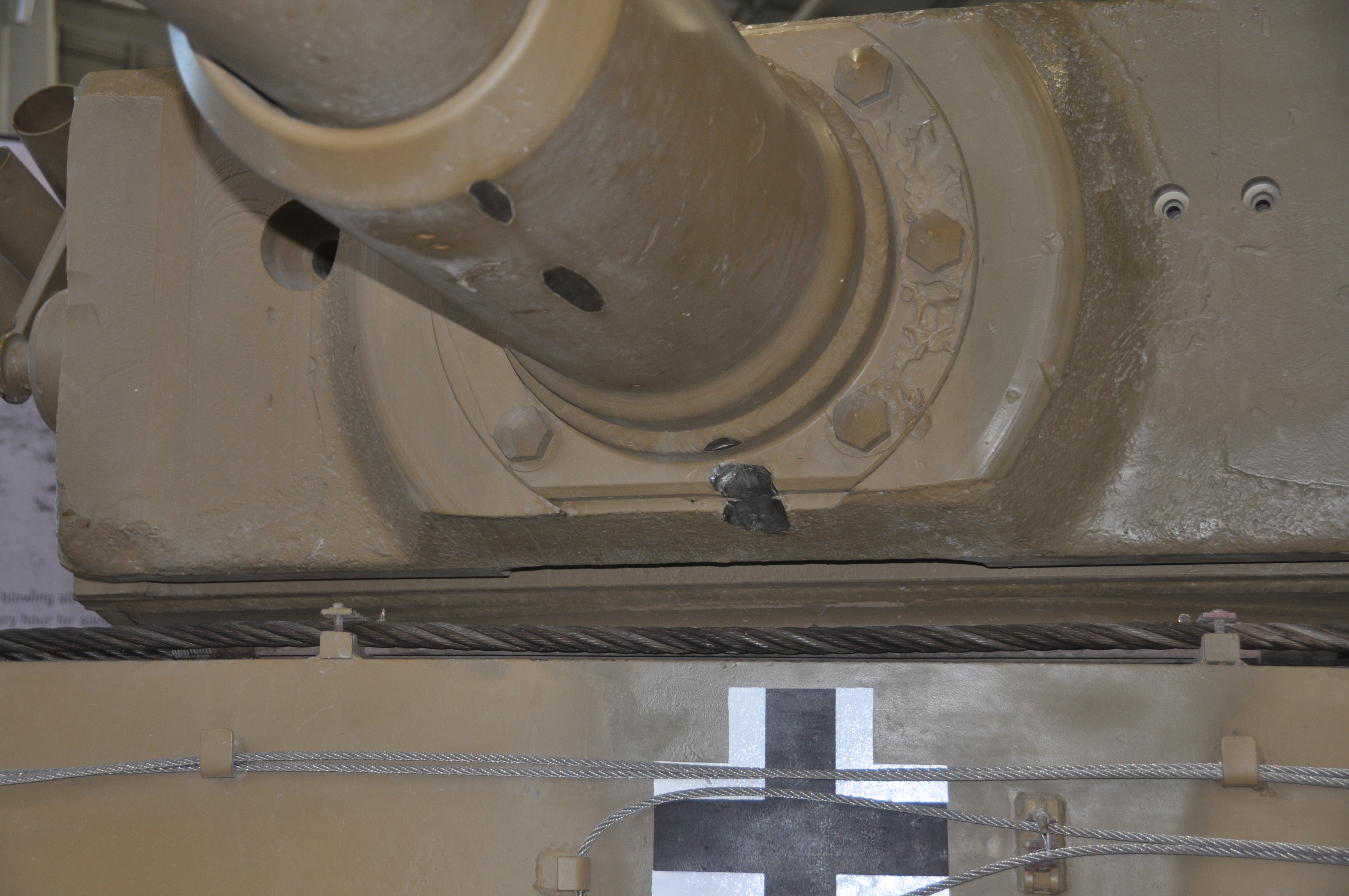
Traces laissées par un obus de 57 mm sur le canon et le mantelet. L’impact final sur l’anneau de tourelle est masqué par le câble.

Une partie des dommages liés aux combats d’avril 1943 ont été réparés peu de temps après, mais ceux encore visibles ainsi que les photographies prises immédiatement après les éléments permettent de reconstituer l’état au moment de la capture du véhicule. L’un des dommages les plus importants a été provoqué par un obus perforant de 57 mm, vraisemblablement tiré par un Churchill, qui a touché la partie inférieure du canon puis du mantelet, d’où il a été dévié vers la jonction entre la caisse et la tourelle. L’impact final a provoqué le blocage de la tourelle et a enfoncé le blindage du toit de la caisse entre la conducteur et le radio ; il est possible que ces derniers aient été blessés par ce tir, qui a également détruit la radio. Un autre obus de 57 mm a détruit la trappe du chargeur, en position ouverte au moment de l’impact, qui l’a déviée vers le toit de la tourelle. Ce tir a potentiellement pu gravement blesser le chargeur si ce dernier était encore dans le véhicule au moment du tir.
Les autres dommages sont mineurs et n’ont pas été de nature à mettre le véhicule hors de combat. Un autre obus de 57 mm a touché le crochet de levage du côté gauche de la tourelle et de nombreux impacts de balles de mitrailleuses sont visibles sur l’arc avant du véhicule, avec une concentration particulière sur la coupole du chef de char. Enfin, un obus explosif de gros calibre a explosé à proximité de l’arrière gauche du véhicule, probablement pendant le bombardement de la position par les Allemands le lendemain.
Lors de son examen au Military College of Science, le char a été démonté, parfois de manière destructive : le moteur a par exemple été coupé en deux pour analyser sa conception interne et des parties ont été prélevées pour des tests de résistance des matériaux.

### État restauré
Le parti pris de la restauration est de restituer le véhicule dans son état au moment de sa capture. Certaines parties n’ont cependant pas pu être restaurée en accord avec l’objectif initial : le moteur a notamment été la source d’un grand nombre de problèmes. En premier lieu, il n’a pas été possible de remettre en place le moteur d’origine, un Maybach HL 210, celui-ci ayant été découpé lors de son examen en 1944. Par ailleurs, ce modèle de moteur s’étant révélé introuvable, il a été remplacé par un Maybach HL 230, qui a été introduit sur les Tigre à une date plus tardive que celle de production du Tigre 131. Ce moteur n’est lui même pas entièrement original, plusieurs composants ayant été prélevés sur d’autres pièces ; le bloc moteur a notamment dû être remplacé quatre fois. Sur la base des observations réalisées lors du démontage préalable à la restauration, le char est repeint avec un motif de camouflage vert foncé (RAL 7008 Graugrün) et de jaune-brun (RAL 8000 Gelbbraun) ; les numéros d’identification ont été tracés en rouge (RAL 3000) et en plus petit qu’auparavant.